# 亚蒂 (巴西)
亚蒂（葡萄牙語：Iati）是巴西伯南布哥州的一个市镇。总面积567.53平方公里，总人口17834人，人口密度31.4人/平方公里。